# Halina Olendzka
Halina Bronisława Olendzka z domu Sitnicka (ur. 31 sierpnia 1945 w Świętej Katarzynie) – polska polityk, lekarka, chirurg dziecięcy, posłanka na Sejm V, VI i VII kadencji, była wiceminister pracy i rzecznik ubezpieczonych.

## Życiorys
Ukończyła studia na Wydziale Lekarskim Akademii Medycznej w Białymstoku, specjalizowała się w chirurgii dziecięcej. Prowadziła poradnię leczenia uzależnień dla młodzieży. Od 1998 do 2002 była radną powiatu kieleckiego, w latach 2002–2005 zasiadała w kieleckiej radzie miasta, pełniąc funkcję wiceprzewodniczącej.
Należała do Zjednoczenia Chrześcijańsko-Narodowego, następnie przystąpiła do Prawa i Sprawiedliwości. Z jego listy w 2001 bezskutecznie kandydowała do Sejmu, w 2004 do Parlamentu Europejskiego, a w 2005 uzyskała mandat posła z okręgu kieleckiego. Od 5 kwietnia 2007 do 12 listopada 2007 zajmowała stanowisko sekretarza stanu w Ministerstwie Pracy i Polityki Społecznej. W wyborach parlamentarnych w 2007 bez powodzenia ubiegała się o reelekcję.
12 listopada 2007 została powołana na stanowisko rzecznika ubezpieczonych. Po wyborze w wyborach samorządowych 2010 Bartłomieja Dorywalskiego na burmistrza Włoszczowy, objęła zwolniony przez niego mandat posła na Sejm VI kadencji, składając ślubowanie poselskie 14 grudnia 2010. W 2011 nie została ponownie wybrana. Objęła jednak ponownie mandat poselski 9 kwietnia 2015, zastępując Tomasza Kaczmarka. Nie utrzymała go w wyborach z 25 października tego samego roku.
W latach 2016–2024 kierowała szpitalem MSWiA w Kielcach.

## Odznaczenia
Odznaczona Srebrnym Krzyżem Zasługi (2004).